# 뮤직 & 미디어
《뮤직 & 미디어》(Music & Media)는 라디오, 음악 및 엔터테인먼트를 다루는 범유럽 잡지였다.